# عمرو بن سالم الخزاعي
عمرو بن سالم بن حصين الخزاعي مِنْ مُليح، وقيل: عمرو بن سالم بن حصيرة، أو حضيرة الخزاعي، وقيل: عمرو بن سالم بن كلثوم الخُزَاعي، وقيل: اسمه عمر، وقيل: بُدَيْل بن كُلْثُوم الخُزَاعِيّ.
أخرجه ابن منده، وأبو موسى، وأبو نعيم، وذكر ابن الأثير أن عمرو بن سالم بن كلثوم؛ هو هو عمرو بن سالم بن حضيرة، ولكن نسب إلى جده، كان شاعرًا، وكان عَمرو يحمل أحد ألوية بني كعب الثلاثة التي عقدها رسول الله صَلَّى الله عليه وسلم لهم يوم فتح مكة، وهو الذي يقول يومئذ:
.

## قصيدته يستنصر بها رسول الله
أنبأنا أبو جعفر بن أحمد بن علي بإسنادهم عن يونس بن بكير، عن محمد بن إسحاق قال: حدثني الزهري، عن عروة بن الزبير، عن مروان بن الحكم والمسور بن مخرمة أنهما حدثاه جميعاً، أن عمرو بن سالم الخزاعي ركب إلى رسول الله صلى الله عليه وسلم، في أربعين راكباً من خزاعة يستنصرون رسول الله ﷺ ويخبرونه بالذي أصابهم، عندما كان من أمر خزاعة وبني بكر بالوتير، حتى قدم المدينة ومن معه إلى رسول الله صلى الله عليه وسلم، وهو بين الناس في المسجد يخبره الخبر، وأنشده أبياتاً، وهي هذه:

### رسول الله ينصر خزاعة بفتح مكة
فقال الرسول ﷺ : «نُصرت ياعمرو بن سالم»، ثم نظر إلى سحابة في السماء وقال: «إنها لتستهل بنصر بني كعب».
وأراد نوفل بن معاوية الديلي الكناني أن يطلب العفو لقومه فقال: «قد كذب عليك الركب». فقال له رسول الله ﷺ : «دع الركب، فإنّا لم نجد بتهامة أحداً من ذي رحم ولا بعيد الرحم كان أبر بنا من خزاعة». ثم قال: «لا نُصرت إن لم أنصر بني كعب مما أنصر منه نفسي». فجمع الرسول ﷺ جيش المسلمين، وكان فتح مكة.

## روابط خارجية
- قصيدته يستنصر بها رسول اللهﷺ
- نصرت يا عمرو بن سالم